# AWA International Heavyweight Championship
AWA International Heavyweight Championship, originalmente conocido como CWA/AWA International Heavyweight Championship (También identificado como Mid-Southern International Championship y AWA International Championship) fue el campeonato de lucha libre profesional con mayor importancia dentro de la Continental Wrestling Association. Fue creado en 1983 por la CWA junto con American Wrestling Association. El título tuvo duración hasta 1987 debido a que fue unificado con el NWA Mid-America Heavyweight championship y AWA Southern Heavyweight Championship creando el CWA Heavyweight Championship.

## Lista de campeones
| Luchador:         | Reinado N°: | Derrotó a:                                                                           | Fecha:                   | Ubicación:           |
| ----------------- | ----------- | ------------------------------------------------------------------------------------ | ------------------------ | -------------------- |
| Austin Idol       | 1           | Es Nombrado Campeón                                                                  | febrero de 1980          | N/A                  |
| Jerry Lawler      | 1           | Austin Idol                                                                          | 7 de marzo de 1983       | Memphis, Tennessee   |
| Ken Patera        | 1           | Jerry Lawler                                                                         | 16 de mayo de 1983       | Memphis, Tennessee   |
| Jerry Lawler      | 2           | Ken Patera                                                                           | 25 de julio de 1983      | Memphis, Tennessee   |
| Ken Patera        | 2           | Jerry Lawler                                                                         | 15 de agosto de 1983     | Memphis, Tennessee   |
| Austin Idol       | 2           | Ken Patera                                                                           | 10 de septiembre de 1983 | Memphis, Tennessee   |
| Stan Hansen       | 1           | Austin Idol                                                                          | 12 de septiembre de 1983 | Memphis, Tennessee   |
| Austin Idol       | 3           | Stan Hansen                                                                          | 3 de octubre de 1983     | Memphis, Tennessee   |
| Randy Savage      | 1           | Austin Idol                                                                          | 23 de abril de 1984      | Memphis, Tennessee   |
| Austin Idol       | 4           | Randy Savage                                                                         | 14 de mayo de 1984       | Memphis, Tennessee   |
| Masao Ito         | 1           | Austin Idol                                                                          | 16 de junio de 1984      | Memphis, Tennessee   |
| Tommy Rich        | 1           | Masao Ito                                                                            | 9 de julio de 1984       | Memphis, Tennessee   |
| Eddie Gilbert     | 1           | Tommy Rich                                                                           | 26 de agosto de 1984     | Memphis, Tennessee   |
| Duch Mantel       | 1           | Eddie Gilbert                                                                        | 17 de septiembre de 1984 | Memphis, Tennessee   |
| Eddie Gilbert     | 2           | Duch Mantel                                                                          | 24 de septiembre de 1984 | Memphis, Tennessee   |
| Terry Taylor      | 1           | Eddie Gilbert                                                                        | 28 de diciembre de 1984  | Memphis, Tennessee   |
| Phil Hickerson    | 1           | Terry Taylor                                                                         | 7 de julio de 1985       | Memphis, Tennessee   |
| Terry Taylor      | 2           | Phil Hickerson                                                                       | 15 de julio de 1985      | Memphis, Tennessee   |
| Phil Hickerson    | 2           | Terry Taylor                                                                         | 22 de julio de 1985      | Memphis, Tennessee   |
| Mongolian Stomper | 1           | Phil Hackerson                                                                       | 30 de septiembre de 1985 | Memphis, Tennessee   |
| Phil Hackerson    | 3           | Mongolian Stomper                                                                    | 21 de octubre de 1985    | Memphis, Tennessee   |
| Duch Mantel       | 2           | Phil Hackerson                                                                       | 9 de noviembre de 1985   | Memphis, Tennessee   |
| Rick Casey        | 1           | Duch mantel                                                                          | 3 de febrero de 1986     | Memphis, Tennessee   |
| Abdul Gaddafi     | 1           | Rick Casey                                                                           | 3 de marzo de 1986       | Memphis, Tennessee   |
| Billy Travis      | 1           | Abdul Casey                                                                          | 24 de marzo de 1986      | Memphis, Tennessee   |
| Bill Dundee       | 1           | Billy travis                                                                         | 5 de mayo de 1986        | Memphis, Tennessee   |
| Jerry Lawler      | 3           | Bill Dundee                                                                          | 14 de julio de 1986      | Memphis, Tennessee   |
| Vacante           | N/A         | Debido a que Lawler Ganó el AWA Southern Heavyweight Championship.                   | 8 de septiembre de 1986  | Memphis, Tennessee   |
| Big Bubba         | 1           | Derrotando a Pat Tanaka                                                              | 6 de octubre de 1986     | Memphis, Tennessee   |
| Soul Train Jones  | 1           | Big Bubba                                                                            | 4 de enero de 1987       | Memphis, Tennessee   |
| Chick Donovan     | 1           | Soul Train Jones                                                                     | 20 de abril de 1987      | Memphis, Tennessee   |
| Bill Dundee       | 2           | Chick Donovan                                                                        | 13 de junio de 1987      | Memphis, Tennessee   |
| George Barnes     | 1           | Bill Dundee                                                                          | 17 de agosto de 1987     | Memphis, Tennessee   |
| Bill Dundee       | 3           | George Barnes                                                                        | 17 de agosto de 1987     | Memphis, Tennessee   |
| Vacante           | N/A         | Debido a que Dundee y Lawler Ganan el AWA World Tag Team Championship                | 11 de octubre de 1987    | Memphis, Tennessee   |
| Bill Dundee       | 4           | Ganando un Torneo                                                                    | 27 de octubre de 1987    | Nashville, Tennessee |
| Manny Fernández   | 1           | Bill Dundee                                                                          | 2 de noviembre de 1987   | Memphis, Tennessee   |
| Jerry Lawler      | 4           | Manny Fernández                                                                      | 7 de diciembre de 1987   | Memphis, Tennessee   |
| Unificado         | N/A         | Con NWA Mid-America Heavyweight Championship y AWA Southern Heavyweight Championship | 7 de diciembre de 1987   | Memphis, Tennessee   |

## Mayor Cantidad de Reinados
- 4 veces: Austin Idol, Bill Dundee, Jerry Lawler
- 3 veces: Phil Hickerson
- 2 veces: Ken Patera, Eddie Gilbert, Terry Taylor, Duch Mantel